# Ivan Mlakar (geolog)
Ivan Mlakar, slovenski geolog, * 5. februar 1932, Ljubljana, † 24. marec 2004.

## Življenjepis
Mlakarju so starši namenili duhovniški poklic in ga že zgodaj dali v dijaški dom k lazaristom v Ljubljani, kjer je končal osnovno šolo in kot vsi gojenci obiskoval klasično gimnazijo v Ljubljani. Zaradi spremenjenih razmer po vojni, se je njegova življenjska pot obrnila drugače. Po maturi leta 1951 je vpisal geologijo na Univerzi v Ljubljani, kjer je leta 1957 diplomiral z nalogo O idrijski stratigrafici in tektoniki. Še istega leta se je zaposlil na rudnik živega srebra v Idriji kot rudniški geolog. Leta 1968 je postal vodja Geološke službe in opravljal to dolžnost do leta 1976. Na rudniku je ostal kot glavni geolog do leta 1977. Po zaprtju idrijskega rudnika se je zaposlil na Geološkem zavodu Slovenije, na Oddelku za ekonomsko geologijo kot raziskovalec, kjer je delal do upokojitve leta 1991. Leta 1981 mu je bil na Univerzi v Ljubljani na podlagi opravljenega dela podeljen naziv doktorja naravoslovnih znanosti za tri temeljne članke o geologiji idrijskega rudišča in idrijskega ozemlja.

## Strokovno delo
Strokovna in znanstvena pot Ivana Mlakarja se je pričela v Idriji z diplomskim delom, ko se je seznanil z vprašanji stratigrafije in tektonike idrijskega ozemlja. Takoj po nastopu službe je sodeloval pri kartiranja rudišča in okolice, ki ga je opravljal Geološki zavod Ljubljana pod vodstvom Borisa Berceta in svoje takratne ugotovitve objavil v članku Geološke razmere idrijskega rudišča in okolice (1959), kjer je v idrijskem rudišču med drugim dokazal pet stratigrafskih nivojev dolomita (zgornjepermskega, spodnjeskitskega, zgornjeskitskega, anizičnega in noriškega) glede na prejšnjega enega, anizičnega. Sledilo je znamenito delo Vloga postrudne tektonike pri iskanju novih orudenih con na območju Idrije (1964), v katerem je razložil odkritje ljubevškega rudišča, ki predstavlja del idrijskega rudišča odrezanega z Idrijskim prelomom. Ker so nekateri predhodni geologi slednji prelom razlagali kot normalni prelom, so geologi po drugi svetovni vojni iskanje morebitnega manjkajočega dela rudišča sprva usmerili na drugo stran prelomne cone nasproti starega rudišča. S študijem strukture širšega območja pa je Mlakar preusmeril raziskave z globinskim vrtanjem proti jugovzhodu in leta 1962 odkril manjkajoči del rudišča. Tako je prvi dokazal desni zmik ob Idrijskem prelomu in ocenil dolžino premika na okoli 2 km. Za ta uspeh je leta 1964 dobil nagrado Kidričevega sklada za enkratne znanstvene dosežke.
Ivan Mlakar je začetnik mednarodno znane t. i. »idrijske geološke šole.«